# 輕型巡防艦
輕型巡防艦，因原中華民國海軍十二項造艦計畫的震海計畫延宕及其艦隊缺乏足夠數量的中大型船艦應對中國人民解放軍海軍，故將震海計畫預算改為建造輕型巡防艦。首艦於2023年動工，分成防空及反潛兩種構型，預計建造12艘，以取代6艘濟陽級巡防艦。

## 歷史

### 設計初期
2018年9月在高雄舉行的第二屆高雄國際海事船舶暨國防工業展（KIMD EXPO 2018）中，展出了一種由國家中山科學研究院與台灣國際造船聯合推出的一種1,400噸級輕型巡防艦的設計概念。依雙方提供資料，此設計概念艦體全長85公尺、寬13.1公尺、吃水3.2公尺，排水量約1,400噸、配置兩具柴油發動機、極速30節，12節航速時續航力2,200海浬，編制人員70名人員，採用旋轉式相列雷達、76快砲，並搭載8枚反艦飛彈、16枚中短程防空飛彈，皆採傾斜式發射系統，另配備特戰小艇、旋轉式干擾火箭彈、反潛魚雷、海劍羚近迫防衛武器系統和XTR-102A2雙管光電獨立型近程自動化防禦武器系統，雖未陳述該艦搭載的飛彈種類，但根據影片模擬接戰的動畫，應為雄二反艦飛彈及海劍二防空飛彈，被外界視為新二代二級艦。
2021年12月，中華民國海軍發布輕型巡防艦案技術服務案招標，惟不久後即撤下。

### 正式成案
2022年8月31日公佈「中華民國112年度國防部預算案」中，「新一代巡防艦」確定全案由「輕型巡防艦」取代，「新一代巡防艦」（使用四面固定式陣列雷達），在預算金額245億4,900萬元、科目與執行期程不變下，將「新一代巡防艦」降級為1,500至2,000噸級「輕型巡防艦」（使用旋轉式陣列雷達，艦種對應小型護衛艦），因應海軍戰力空隙需求。
2022年10月11日公佈「海軍新一代輕型巡防艦建案規劃」專案報告中，提及因中國人民解放軍海軍在歷來多次之繞台行動中主要派出053H3型護衛艦、054A型飛彈護衛艦以及056A型飛彈護衛艦等噸位較少之軍艦，造成兵力運用受限，因此改建2500噸級之輕型巡防艦，海軍預計於2025年獲得防空型之原型艦，2026年獲得反潛型之原型艦 。
2022年10月12日，立法院專案報告中，據海軍司令部參謀長蔣正國中將回覆，除了建造2艘原型艦，預計再造10艘後續艦。
2022年12月22日，公告招標文件的公開閱覽，2艘原型艦總預算約200餘億元，戰系委託中科院，船體載台採國內公開招標進行，2艘原型艦建造經費為90億5000萬元，分別為防空型為46億元，反潛型為44億5000萬元，其他預算為飛彈、雷達與戰鬥管理相關系統的採購與整合費用。艦體採單體船型、採雷達匿蹤外型、艦體結構上鋁下鋼。
2023年4月，海軍「防空型」與「反潛型」輕型巡防艦原型艦，經二次開標作業後評選結果，由中信造船集團得標建造。輕型巡防艦的作戰管理系統（CMS），由中科院通知美商洛馬公司，採用CMS-330戰鬥管理系統，與加拿大皇家海軍「水面作戰艦艇計畫」所選用的系統相同。
2023年5月8日，國防部正式公告由中信造船集團以90億5千萬元台幣得標，將自5月12日正式履約。預計2026年10月底完成「防空型」與「反潛型」兩艘原型艦交艦。
2023年6月，據媒體指出，精算後發現原型艦的艦長超過原規範的100公尺，噸位滿載將超過2500噸。海軍高層證實艦長會超過100公尺，海軍堅持長度不能超過110公尺，若超過110公尺，其噸位將會逼近艦長125公尺的康定級巡防艦，因艦體長度與噸位對軍艦的最大航速互有影響，至於該艦真正噸位大小，海軍與中信船廠密切討論期望在6月底前定案後，才能進入細部設計的階段。
2023年7月，據媒體指出，相關單位就作戰任務特性所需武器配置提出的報告，若維持滿載排水量在2500噸、艦體全長在110公尺以下，內部空間將接近飽和，不利於未來進行性能提升。海軍與中信造船集團就作戰需求與武器系統等相關規格討論後，海軍同意提高噸位上限，新一代輕型巡防艦以排水量近3000噸，全長近120公尺定案。將請國外專業公司進行外觀與內部設計，並繪製建造施工圖，若一切順利輕型巡防艦原型艦（防空、反潛兩型）設計圖將於2023年8月底前完成，屆時將與康定級巡防艦噸位相當。
2023年8月底，海軍輕型巡防艦經海軍內部評選後，由美國吉伯斯與寇克斯設計公司來設計海軍輕型巡防艦的艦體載台，輕型巡防艦外觀類似美國星座級巡防艦的縮小版，基於後勤維修的一致性，將採用GE的LM2500燃氣渦輪發動機，若一切順利可望在9月底前完成細部設計。
2023年11月17日，中信造船集團舉行防空型原型艦建造開工典禮。
2024年1月16日，中信造船集團舉行反潛型原型艦建造開工典禮。
2024年11月4日，中信造船集團於高雄市旗津區新高廠舉行防空型原型艦安龍典禮。

## 設計

### 招標公告文件規格

#### 艦體設計
輕型巡防艦艦體由美國吉伯斯與寇克斯公司設計。依照2023年11月在澳洲印太國際海事展的訪問，吉伯斯與寇克斯公司在設計了兩艘輕型巡防艦後，又據此設計衍伸出一個新的設計AUSLF來參與澳洲印太國際海事展，而此兩款設計都深度參考美國星座級巡防艦的設計。

## 同型艦

### 防空型
| 舷號 | 艦名 | 承造船廠     | 起造日期       | 安放龍骨日期  | 下水日期 | 交船日期                   | 成軍日期 | 狀態   | 備註         |
| ---- | ---- | ------------ | -------------- | ------------- | -------- | -------------------------- | -------- | ------ | ------------ |
|      |      | 中信造船集團 | 2023年11月17日 | 2024年11月4日 |          | 預計2026年10月（合約交期） |          | 建造中 | 防空型原型艦 |

### 反潛型
| 舷號 | 艦名 | 承造船廠     | 起造日期      | 安放龍骨日期 | 下水日期 | 交船日期                   | 成軍日期 | 狀態   | 備註         |
| ---- | ---- | ------------ | ------------- | ------------ | -------- | -------------------------- | -------- | ------ | ------------ |
|      |      | 中信造船集團 | 2024年1月16日 |              |          | 預計2026年10月（合約交期） |          | 建造中 | 反潛型原型艦 |